# Top 40 Tracks
Top 40 Tracks – nieaktywna lista przebojów opracowywana niegdyś przez amerykański magazyn muzyczny Billboard. Została stworzona w 1988 roku, kiedy Billboard zmienił zasady tworzenia Hot 100 Airplay, aby zwiększyć w zestawieniu obecność muzyki R&B, country i rockowej.
W marcu 2005 roku Top 40 Tracks zostało zastąpione przez Pop 100 Airplay.